# Péchabou
Péchabou ist eine südfranzösische Gemeinde mit 2.465 Einwohnern (Stand: 1. Januar 2022) im Département Haute-Garonne in der Region Okzitanien. Sie gehört zum Arrondissement Toulouse und zum Kanton Castanet-Tolosan. Die Einwohner werden Péchaboliens genannt.

## Geographie
Péchabou liegt am Canal du Midi, etwa zwölf Kilometer südsüdöstlich von Toulouse und gehört dem 2001 gegründeten Gemeindeverband Sicoval an. Nachbargemeinden von Péchabou sind Castanet-Tolosan im Norden und Westen sowie Pompertuzat im Osten und Süden.
Durch die Gemeinde führt die frühere Route nationale 113 (heutige D813).

## Bevölkerungsentwicklung
| Jahr      | 1962 | 1968 | 1975 | 1982 | 1990 | 1999 | 2006 | 2012 |
| --------- | ---- | ---- | ---- | ---- | ---- | ---- | ---- | ---- |
| Einwohner | 212  | 284  | 513  | 663  | 1023 | 1299 | 1523 | 1962 |
| Quelle    |      |      |      |      |      |      |      |      |

## Sehenswürdigkeiten
- Kirche Saint-Martin
- Markthalle
- Kanalbrücke von Rieumory